# Stanisław Sobolewski (1680–1772)
Stanisław Sobolewski z Piętek herbu Ślepowron (ur. w 1680 roku – zm. 21 kwietnia 1772 roku) – podkomorzy warszawski w 1739 roku, pisarz ziemski i grodzki warszawski, poseł na sejmy, marszałek sejmiku przedsejmowego i sejmiku relacyjnego ziemi warszawskiej w 1733 roku.
Syn Walentego, pisarza ziemskiego i Teresy Wybranowskiej, wojewodzianki. Ożenił się z Moniką Gąsiorowską, córką kasztelana inowrocławskiego, Macieja Gąsiorowskiego. Małżeństwo było szczęśliwe. Dzieci Stanisława: Walenty i Maciej bliźniacy, Dominik oraz Teresa, późniejsza żona Józefa Młockiego, starosty zakroczymskiego i stolnika czernichowskiego.
Początkowo pisarz ziemski i grodzki ziemi warszawskiej, później podkomorzy warszawski. Poseł na sejm zwyczajny 1748 roku z ziemi warszawskiej. Był marszałkiem ziemi warszawskiej w  konfederacji Czartoryskich w 1764 roku.
Był elektorem Stanisława Augusta Poniatowskiego z ziemi warszawskiej i posłem delegowanym ziemi warszawskiej na sejm elekcyjny w 1764 roku.
Kawaler Orderu św. Stanisława w 1767 roku.